# Sigurd Smebye
Sigurd Smebye (Tønsberg, 16 marzo 1886 – Oslo, 7 giugno 1954) è stato un ginnasta norvegese.

## Palmarès

### Olimpiadi
- 1 medaglia:
  - 1 bronzo (Stoccolma 1912 nel concorso svedese a squadre)